# Macropora polymorpha
Macropora polymorpha är en mossdjursart som först beskrevs av Philipps 1900.  Macropora polymorpha ingår i släktet Macropora och familjen Macroporidae. Inga underarter finns listade i Catalogue of Life.